# Guddu
Guddu (niem. tytuł "Eine Liebe mit Hindernissen") – indyjski melodramat i musical wyreżyserowany w 1995 przez Prem Lalwani. W rolach głównych sławni indyjscy aktorzy Shah Rukh Khan i Manisha Koirala. Tematem filmu jest miłość. Miłość między mężczyzną a kobieta, także w chwili trudnej, gdy dokonujemy wyboru między załamaniem się a poświęceniem się komuś, a także miłość matki do syna i zaufanie do Boga, wiara, że z pomocą modlitwy możemy odmienić los.

## Fabuła
Wzięty adwokat Vikram (Kukesh Khan) nie wierzy w Boga, w życiu zwykł polegać na swoim rozumie i naukowych wyjaśnieniach. Jego żona natomiast Kavita (Deepi Naval) jest osobą głęboko wierzącą w to, że Bóg pomoże jej, jeśli go o to poprosi nawet w sytuacji bez wyjścia. Jej męża denerwuje jej wiara, którą uważa za przesądy. W jednej sferze rzeczywiście Kavita kierując się strachem popada w przesądy. Od narodzin syna drży o jego zdrowie, ponieważ kapłan przepowiedział mu wczesną śmierć. Jej syn Guddu (Shah Rukh Khan) to pełen energii, radości życia młody człowiek, gwiazda college'u. Błyszczy i w sporcie i w nauce, promienieje zakochany w pięknej Salinie (Manisha Koirala), studentce malarstwa. Niestety jego szczęście jest krótkotrwałe. Podczas wspólnej podróży autem z powodu nagłego ataku bólu głowy Guddu traci kontrolę nad kierownicą. Dochodzi do wypadku w wyniku którego Salina traci wzrok. Wkrótce Guddu dowiaduje się, że również on jest dotknięty chorobą. Przyczyną bólu głowy jest nowotwór mózgu. Lekarz przewiduje rychłą śmierć Guddu. Zżerany poczuciem winy i pełen współczucia dla kochanej Saliny Guddu postanawia zapisać jej w testamencie swoje oczy. Jego ojciec jest oburzony. Dla matki zaczyna się czas próby jej wiary w Boga.

## Obsada
- Shahrukh Khan – Guddu Bahadur
- Manisha Koirala – Salina Gupta
- Deepti Naval – Kavita Bahadur
- Ashok Saraf – Baliya
- Mukesh Khanna – Vikram Prem Bahadur
- Vijayendra Ghatge – Rehman
- Aakruti – Sonia
- Navin Nischol – Dr. Gupta
- Maya Alagh – pani Gupta
- Saeed Jaffrey - śpiewak Qawwali